# Pavillon de Beuvrelu
Le pavillon de Beuvrelu, aussi appelé pavillon des architectes, est un édifice situé à Caen, dans le département français du Calvados, en France. Il est inscrit au titre des Monuments historiques. La construction de l'édifice, de 12 m sur 7 m, est datée du XVIIe siècle.

## Localisation
Le monument est situé au no 3 rue Saint Gabriel ou au no 2 rue Saint Nicolas. Il est à l'angle des deux rues.

## Historique
La famille hollandaise des Beverslhuys, immigrée en France, achète un terrain non loin de l'église Saint-Nicolas pour bâtir une maison de campagne ou un pavillon de chasse. Le premier bâtiment est daté de 1627 et il est agrandi en 1653.
Passé dans la famille de Calmesnils, il est acquis en 1790 par la famille Pelpel qui le conserve jusqu'en 1951.
Très endommagé durant la bataille de Caen, l'édifice est restauré à partir de 1956 par l'architecte caennais Pierre Auvray.
La façade du XVIIe siècle, la toiture et la cheminée de la pièce principale sont inscrits au titre des Monuments historiques depuis le 22 décembre 1970.

## Architecture
L'édifice est en pierre de Caen.
La toiture est haute et l'édifice possède des lucarnes.